# Menophra rhizolitharia
Menophra rhizolitharia är en fjärilsart som beskrevs av Jules Pièrre Rambur 1866. Menophra rhizolitharia ingår i släktet Menophra och familjen mätare. Inga underarter finns listade i Catalogue of Life.